# Gustav von Wedel (General)
Gustav Otto Heinrich von Wedel (* 7. Juli 1826 auf Althof, Kreis Wehlau; † 24. September 1891 in Königsberg) war ein preußischer Generalmajor.

## Leben

### Herkunft
Seine Eltern waren Karl von Wedel (1751–1831) und dessen dritter Ehefrau Charlotte, geborene von Liszewska (1783–1861). Sein Vater war preußischer Major a. D. sowie Erbherr auf Uchtenhagen und Althof.

### Militärkarriere
Seine Schulbildung erhielt Wedel auf der Lobenichtschen Höheren Bürgerschule in Königsberg. Ab Ende März 1839 besuchte er das Kulmer Kadettenhaus und wurde am 10. August 1843 als Unteroffizier dem 33. Infanterie-Regiment (1. Reserve-Regiment) der Preußischen Armee in Thorn überwiesen. Bis Ende August 1846 stieg er zum Sekondeleutnant auf und wurde am 14. Juni 1849 zum Adjutanten des I. Bataillons ernannt. Vom 12. August 1853 bis 7. April 1855 und nochmal vom 18. Dezember 1855 bis zum 30. September 1857 war Wedel zu Ausbildungszwecken an die Allgemeinen Kriegsschule kommandiert. In der Zeit wurde er am 17. April 1857 zum Premierleutnant befördert.
Am 1. Mai 1858 wurde er als Lehrer an das Kadettenhaus in Kulm kommandiert. Unter Belassung in dieser Eigenschaft erfolgte am 12. September 1859 seine Stellung à la suite seines Regiments. Mit der Ernennung zum Kompaniechef trat Wedel am 27. Dezember 1860 in den Truppendienst zurück und nahm 1866 am Krieg gegen Österreich teil. Am 10. März 1870 wurde er zum aggregierten Major befördert. Ab dem 12. April 1870 war er einrangiert und am 22. Juli 1870 erfolgte bei der Mobilmachung anlässlich des Krieges gegen Frankreich seine Ernennung zum Kommandeur des Ersatzbataillons. Im Kriegsverlauf kämpfte Wedel 1870/71 bei der Belagerung von Metz, bei Amiens und wurde an der Hallue verwunde. Ferner beteiligte er sich an den Gefechten bei Berlequcourt und Forgettes. Am 23. Dezember 1870 erhielt er das Eiserne Kreuz II. Klasse.
Nach dem Krieg wurde er am 18. Januar 1875 Oberstleutnant und am 12. März 1878 unter Stellung à la suite mit der Führung des Grenadier-Regiments „Kronprinz“ (1. Ostpreußisches) Nr. 1 beauftragt. Am 13. April 1878 folgte seine Ernennung zum Regimentskommandeur sowie am 18. April 1878 die Beförderung zum Oberst. Am 9. September 1879 erhielt er den Roten Adlerorden III. Klasse mit Schleife, bevor er am 15. April 1882 mit Pension zur Disposition gestellt wurde. Außerdem erhielt er die Berechtigung zum Tragen seiner alten Uniform. Am 1. Juni 1886 bekam er noch den Charakter als Generalmajor, bevor er am 24. September 1891 in Königsberg in Preußen verstarb.

### Familie
Wedel heiratete am 29. September 1859 in Berlin Valeska von Lu(c)kowitz (1828–1884), Witwe des Ernst Theodor von Schrötter (1813–1849). Das Paar hatte mehrere Kinder, darunter:
- Hans (1861–1900), preußischer Hauptmann in Grenadier-Regiment Nr. 1
- Antonie (* 1862)
- Elisabeth (* 1864)